# Rio Jundiaí (vattendrag i Brasilien, São Paulo, lat -23,20, long -47,30)
Rio Jundiaí är ett vattendrag i Brasilien.   Det ligger i delstaten São Paulo, i den sydöstra delen av landet, 800 km söder om huvudstaden Brasília.
Runt Rio Jundiaí är det i huvudsak tätbebyggt. Runt Rio Jundiaí är det ganska tätbefolkat, med 230 invånare per kvadratkilometer.